# Kicking Horse Pass
Der Kicking Horse Pass (dt. „Pass des tretenden Pferdes“) ist ein Gebirgspass in den kanadischen Rocky Mountains. Er liegt auf einer Höhe von 1627 Metern auf der Grenze zwischen den Provinzen British Columbia und Alberta sowie zwischen dem Yoho-Nationalpark und dem Banff-Nationalpark, außerdem läuft die kontinentale Wasserscheide über den Pass. Am Südhang des Kicking Horse Pass teilt sich der kurze Bach Divide Creek. Der Westarm entwässert über Kicking Horse River und Columbia River in den Pazifik, der Ostarm über Bow River und am Schluss den Nelson River in die Hudson Bay. Seit 1885 führt über den Pass die erste transkontinentale Eisenbahnstrecke Kanadas.
Als erste Europäer entdeckte die durch John Palliser angeführte British North American Exploring Expedition (Palliser-Expedition) 1858 den Pass. Der Name des Passes geht auf den nahe gelegenen Kicking Horse River zurück, an dem ein Teilnehmer der Expedition, der Naturforscher, Geologe und Chirurg James Hector von seinem Pferd getreten wurde. 1881 entschloss sich die Canadian Pacific Railway die Bahntrasse über den Kicking Horse Pass zu bauen, obwohl das Gelände wesentlich ungünstiger als bei einer Streckenführung über den Yellowhead Pass war. Die kürzere Strecke und die nähere Lage zur Grenze zu den USA gaben den Ausschlag zugunsten des Kicking Horse Pass.
Die Originalstrecke der Canadian Pacific Railway führte zwischen der Passhöhe und der Ortschaft Field über den sogenannten „Big Hill“. Diese Strecke wies ein Gefälle von 4,5 % auf und war damit die steilste Haupteisenbahnlinie in ganz Nordamerika. Wegen zahlreicher Unfälle und dem kostenintensiven Einsatz von Zusatzlokomotiven baute die Canadian Pacific die Spiral Tunnels, die 1909 eröffnet wurden und die direkte Route ersetzten. Die Strecke ist dadurch zwar um zwölf Kilometer länger geworden, doch das Gefälle konnte auf erträglichere 2,2 % verringert werden.
1962 wurde der Trans-Canada Highway eröffnet, der im Wesentlichen der Trasse der ursprünglichen Bahnlinie folgt. Auf der Strecke der Canadian Pacific und damit die Passhöhe verkehrt auch der Rocky Mountaineer.
Wegen seiner Bedeutung beim Bau der transkontinentalen Eisenbahn wurde der Pass am 27. Mai 1971 von der kanadischen Regierung zur National Historic Site of Canada erklärt.